# Aleksiejewka
Aleksiejewka (ros. Алексеевка) – miasto w południowo-zachodniej części Rosji, w obwodzie biełgorodzkim, 180 km na wschód od Biełgorodu. Ośrodek administracyjny aleksiejewskiego rejonu municypalnego, tworzy osiedle miejskie „Gorod Aleksiejewka”. W 2015 roku liczyło 38 626 mieszkańców.
Do 1954 roku Aleksiejewka wchodziła w skład obwodu woroneskiego. W tym samym roku otrzymała prawa miejskie.